# Pterostichus empetricola
Pterostichus empetricola är en skalbaggsart som beskrevs av Pierre François Marie Auguste Dejean. Pterostichus empetricola ingår i släktet Pterostichus och familjen jordlöpare. Inga underarter finns listade i Catalogue of Life.